# أليس أمبروز
أليس أمبروز لازاروفيتش (بالإنجليزية: Alice Ambrose Lazerowitz)(من مواليد 25 نوفمبر 1906 - والمُتوفاة في 25 يناير 2001) هي فيلسوفة أمريكية متخصصة في الفلسفة الأمريكية وباحثة في المنطق، ومؤلفة.

## حياتها المُبكرة وتعليمه
وُلدت أليس أمبروز في ليكسينغتون بولاية إلينوي، وأصبحت يتيمة عندما كانت في الثالثة عشرة من عمرها. درست الفلسفة والرياضيات في جامعة ميليكين (1924-1928). والتحقت بجامعة كامبريدج بعد حصولها على درجة الدكتوراة من جامعة ويسكونسن ماديسون في عام 1932 للدراسة تحت إشراف جورج إدوارد مور ولودفيغ فيتجنشتاين حيث حصلت على درجة الدكتوراه الثانية عام 1938.

## فيتجنشتاين
بعد أن أصبحت أليس تلميذة موثوقة لدى لفيتجنشتاين، أشركها فيما بعد في مشروع كتابه لودفيج فيتجنشتاين: الفلسفة واللغة (1972)، وهو مجلد شارك في تحريره مع زوجها موريس لازروفيتز جنبًا إلى جنب مع زميلتها الطالبة مارغريت ماكدونالد سرًا (إذ أنه لم يكن يُسمح بذلك) من خلال الملاحظات خلال محاضرات فيتجنشتاين، والتي تم نشرها في وقت لاحق. كانت أليس واحدة من مجموعة مختارة من الطلاب الذين اختارهم فيتجنشتاين وحدد لهم ما يسُمى بالكتب الزرقاء والبنية، والتي تحدد الانتقال في فكر فيتجنشتاين بين اثنين من أعماله الرئيسية، المنطق الفلسفي والتحقيقات الفلسفية. أنهى فيتجنشتاين عملهم المشترك فجأة في عام 1935 عندما قررت أمبروز، بتشجيع من جورج موور، بنشر مقال بعنوان الفنطية في الرياضيات "Finitism in Mathematics" في المجلة الفلسفية مايند والذي كان يهدف إلى إعطاء حساب لموقع فيتجنشتاين حول هذا الموضوع.

## حياتها المهنية
بدأت أليس حياتها المهنية في جامعة ميشيغان عندما عادت إلى الولايات المتحدة في عام 1935. ثم تولت منصبًا في كلية سميث في عام 1937، حيث بقيت لبقية حياتها المهنية. وحصلت أليس على كرسي أوستن وصوفيا سميث في الفلسفة عام 1964 وأصبحت أستاذة فخريًا عام 1972. كما كانت رئيسة تحرير مجلة المنطق الرمزي من عام 1953 إلى عام 1860. وعملت بشكل رئيسي في الفلسفة المنطقية والرياضية، وكتابة كتاب تمهيدي حول هذا الموضوع مع زوجها الذي أصبح كتابًا مستخدمة على نطاق واسع وكان يُعرف باسم «أمبروز ولازاروفيتش». تعاونت مع زوجها في عدد من الأعمال: أساسيات المنطق الرمزي (1948)، والمنطق: نظرية الاستدلال الرسمي (1961)، والنظريات الفلسفية (1976) والمقالات في مجهول فيتجنشتاين (1984). وحتى بعد تقاعدها، استمرت في التدريس وإلقاء محاضرة في جامعة سميث وغيرها من الجامعات في جميع أنحاء البلاد حتى وفاتها، عن عمر يناهز الـ 94، في 25 يناير 2001.
يتم عرض أوراقها الشخصية في أرشيف كلية سميث.